# Run-D.M.C. (álbum)
Run-D.M.C. é álbum de estreia do influente grupo de hip-hop Run-D.M.C., lançado em 1984.
Produzido em 1984, foi considerado um divisor de águas para o gênero, apresentando uma forma mais agressiva de hip-hop, em contraste com o que era produzido na mesma época.
O álbum foi relançado como "Deluxe Edition" em 2005 com quatro faixas bônus.

## Recepção
| Críticas profissionais | Críticas profissionais |
| Avaliações da crítica  | Avaliações da crítica  |
| Fonte                  | Avaliação              |
| ---------------------- | ---------------------- |
| allmusic               | [ 1 ]                  |
| Pitchfork Media        | (8.1/10)               |
| RapReviews.com         | [ 3 ]                  |
| Robert Christgau       | (A-)                   |
| Rolling Stone          | [ 5 ]                  |
| Warr.org               | [ 6 ]                  |

Em 1998 o álbum foi selecionado pela revista The Source na lista dos 100 Melhores Álbuns de Rap, e é o mais antigo álbum a receber a categoria "5-mic", a mais alta da publicação.
Em 1989 o álbum ficou em 51.º lugar na lista dos Melhores Discos dos Anos 80 da revista Rolling Stone. Em 2003 foi classificado no número 240 da mesma revista na Lista dos 500 Melhores Álbuns de Todos os Tempos.

## Faixas

### Original
1. "Hard Times" – 3:52
2. "Rock Box" – 5:30
3. "Jam-Master Jay" – 3:11
4. "Hollis Crew (Krush-Groove 2)" – 3:12
5. "Sucker M.C.s (Krush-Groove 1)" – 3:09
6. "It's Like That" – 4:50
7. "Wake Up" – 5:31
8. "30 Days" – 5:47
9. "Jay's Game" – 4:25

### Deluxe Edition (faixas bônus)
1. "Rock Box" (B-Boy Mix) – 5:52
2. "Here We Go" [Live At The Funhouse] – 4:06
3. "Sucker M.C.'s" (Live At Graffiti Rock) – 3:25
4. "Russell & Larry Running At the Mouth" – 4:37